# Робин Трауър
Робин Ленърд Трауър (на английски: Robin Leonard Trower) е виртуозен английски рок китарист и певец.
Кариерата му е положена през 1960-те години. Той е сред проводниците на модерния китарен стил, засвидетелстван в песни като Bridge Of Sighs, Too Rolling Stoned, Go My Way, Somebody Calling и Daydream. Посочван е като източник на влияние от няколко поколения китаристи по света, свирещи рок и блус, и се отличава с употребата на дисторшъни, както и с интерпретациите си на Хендриксовите работи (наричан е, по тази причина, Белия Хендрикс). Обкичван е с вниманието на своите колеги и на музикалната преса, но не постига големи нива на популярност. Участва в Прокъл Харъм до 1972 г., с които записва албуми с обширна приемственост, например A Salty Dog. Влиянието на Трауър засяга музиканти като Робърт Фрип, Еди Ван Хален, Ерик Гейлс и Майкъл Катон, като работи със специално разработен Фендър Стратокастър.
Роден е на 9 март 1945 година в Лондон. През 1962 година основава групата Парамаунтс, а през 1967 година – Прокъл Харъм, в която остава до 1971 година. След това създава своята собствена група Робин Трауър Бенд.